# Moustapha Koussor
Moustapha Koussor est le quinzième pacha triennal de la régence d'Alger. Il règne dans les années 1620.

## Biographie
Moustapha Koussor est l'un des pacha dont la gouvernance est prudente et en retrait. Il a probablement dû gérer les bombardements du capitaine néerlandais Lambert où la population, déjà éprouvée par une épidémie de peste, décide de se plier à ses exigences malgré l'opposition des autorités. Moustapha Koussor cesse d'être pacha dans les années 1620 au profit de Mourad Pacha.